# Кубок М'янми з футболу 2025
Кубок М'янми з футболу 2025 — 11-й розіграш кубкового футбольного турніру у М'янмі. Титул володаря кубка здобув Янгон Юнайтед.

## Календар
| Раунд          | Дата                       | Матчі | Клуби  |
| -------------- | -------------------------- | ----- | ------ |
| Груповий раунд | 29 квітня - 14 червня 2025 | 40    | 20 → 8 |
| 1/4 фіналу     | 18-19 червня 2025          | 4     | 8 → 4  |
| 1/2 фіналу     | 23-24 червня 2025          | 2     | 4 → 2  |
| Фінал          | 6 липня 2025               | 1     | 2 → 1  |

## 1/4 фіналу
| Команда 1      | Рахунок      | Команда 2          |
| -------------- | ------------ | ------------------ |
| 18 червня 2025 |              |                    |
| Дагон Порт     | 0:0 пен. 6:7 | Яданарбоун         |
| М'яваді        | 0:2          | Шан Юнайтед        |
| 19 червня 2025 |              |                    |
| Ракайн Юнайтед | 0:3          | Аєяваді Юнайтед    |
| Янгон Юнайтед  | 0:0 пен. 3:1 | Гантарваді Юнайтед |

## 1/2 фіналу
| Команда 1       | Рахунок | Команда 2     |
| --------------- | ------- | ------------- |
| 23 червня 2025  |         |               |
| Яданарбоун      | 1:3     | Янгон Юнайтед |
| 24 червня 2025  |         |               |
| Аєяваді Юнайтед | 0:2     | Шан Юнайтед   |

## Фінал
| Команда 1     | Рахунок | Команда 2   |
| ------------- | ------- | ----------- |
| 6 липня 2025  |         |             |
| Янгон Юнайтед | 1:0     | Шан Юнайтед |